# 東官郡
東官郡（とうかん-ぐん）は、中国にかつて存在した郡。東晋から南北朝時代にかけて、現在の広東省東部に設置された。

## 概要
331年（咸和6年）、南海郡を分割して東官郡が立てられた。東官郡は広州に属し、郡治は宝安県に置かれた。
南朝宋のとき、東官郡は宝安・安懐・興寧・海豊・海安・欣楽の6県を管轄した。
南朝斉のとき、東官郡は懐安・宝安・海安・欣楽・海豊・陸安・斉昌・興寧の8県を管轄した。
589年（開皇9年）、隋が南朝陳を滅ぼすと、東官郡は廃止されて、広州に編入された。